# The Italian Bob
"O Bob Italiano" é o oitavo episódio da 17ª Temporada de Os Simpsons. Esse episódio foi exibido originalmente nos Estados Unidos no canal da FOX, no dia 11 de Novembro de 2005. Nesse episódio, o Sr. Burns decide comprar um carro novo na Itália, e pede que os Simpsons vão lá buscá-lo. Entretanto, o carro sofre um acidente, e os Simpsons descobrem que o prefeito da cidade fala inglês: Sideshow Bob! E então, Bob lhes pede que guardem segredo sobre seu passado negro. Esse episódio teve 10.39 milhões de Telespectadores.

## Enredo
Os alunos da Escola Primária de Springfield se decepcionam com a surpresa da Sra. Krabappel: um filme educativo multicultural (mas no início eles criaram alguma expectativa), e por isso, eles olham para janela só para não verem o filme, e acabam fazendo pouco do carro antigo do Sr. Burns. Na Usina Nuclear, o Sr. Burns diz a Homer que comprou um carro importado da Itália, mas o carro ainda estava lá; e pede que Homer e sua família vão lá para buscar o carro. No avião, Homer estranha o fato de um passageiro ter tirado uma televisão do suporte esquerdo do avião, e tenta imitá-lo; mas acaba fazendo uma das turbinas do avião cair. Quando chega no aeroporto, Lisa diz que ela "será canadense por algum tempo", devido ao fato de alguns europeus acharem algumas atitudes americanas erradas.
Logo, os Simpsons pegam o carro; mas Marge não acha que vale a pena ir a Itália só para pegar um carro, sem curtir um pouco; e convence o resto da família a passear um pouco pela cidade. Entretanto, o carro acaba sendo atingido por um monte de tipos de queijo e um pedaço enorme de mortadela; tendo assim que ser consertado. Mas eles não conhecem ninguém na Itália que fale inglês. Com a ajuda de uma velhinha, os Simpsons decidem falar com o prefeito da cidade; mas acabam descobrindo que o prefeito é Sideshow Bob. Bob logo diz que ele foi para a Itália porque ele queria recomeçar a vida em outro canto, e que sua vida melhorou quando começou a época da colheita da uva; pois seus pés enormes aumentaram a produtividade e o lucro da colheita. Ele também diz que na primavera seguinte, ele foi eleito prefeito.
Francesca, a esposa italiana de Bob; logo aparece e elogia Bob, e mostra para os Simpsons, o seu filho, Gino (que só fala em matar Bart) e convida os Simpsons para jantarem com eles. Bob pede para os Simpsons que não falem para Francesca sobre seu passado negro em Springfield; e Homer diz que eles não contarão nada se Bob consertar o carro de Burns. A farsa do "Bob bonzinho" dura algum tempo, só que quando todos fazem uma festa para comemorar a ida dos Simpsons para os Estados Unidos, Lisa toma vinho, e fica bêbada à ponto de contar a todos a verdade sobre Bob, e lhes mostrar a roupa de prisioneiro de Bob. Bob jura uma vingança contra os Simpsons, que fogem no carro de Burns; mas a perseguição não dura muito, porque o carro fica preso em um monumento. Lisa sugere que eles peçam ajuda a Krusty, que está ali para uma ópera. Krusty disfarça os Simpsons, mas logo são reconhecidos por Bob e sua família.
Bob aparece na ópera e toma o lugar de Krusty, para iludir a todos, enquanto Gino e Francesca matam os Simpsons. Lisa conta que estão tentando realmente matá-los, mas não adiantou de nada. Na última hora, Krusty aparece em uma limusine, e salva os Simpsons; só para ajudá-lo a contrabandear antigüidades italianas. Bob e sua família voltam para casa.

## Recepção

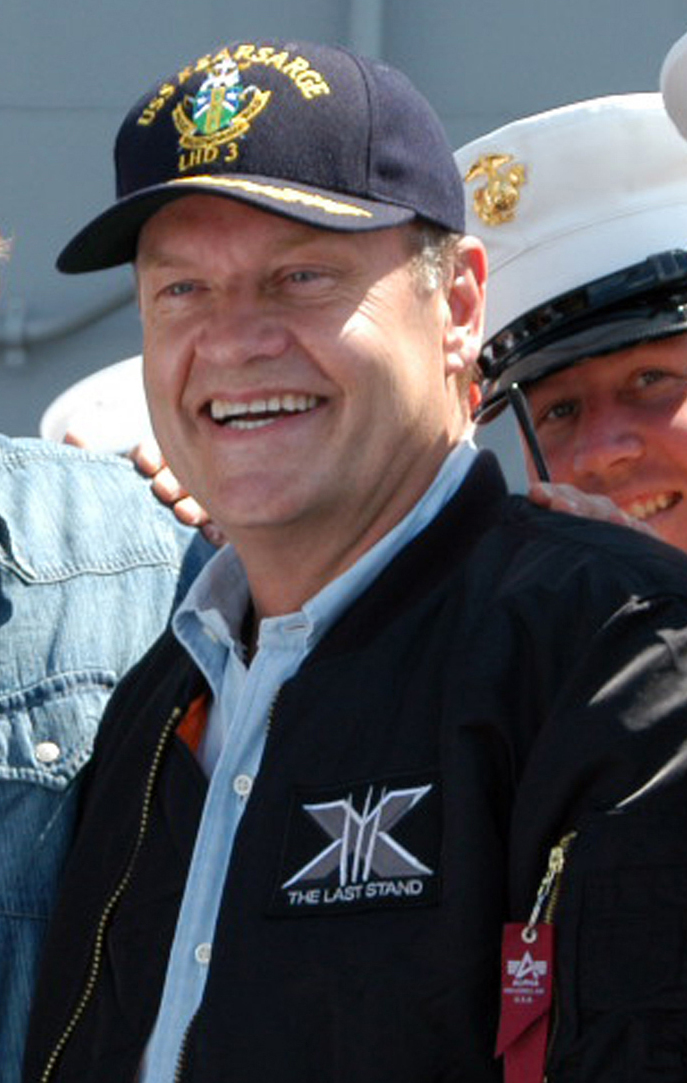
Kelsey Grammer ganhou um Emmy pela sua atuação no episódio como Sideshow Bob